# Robert Alexander (Offizier)

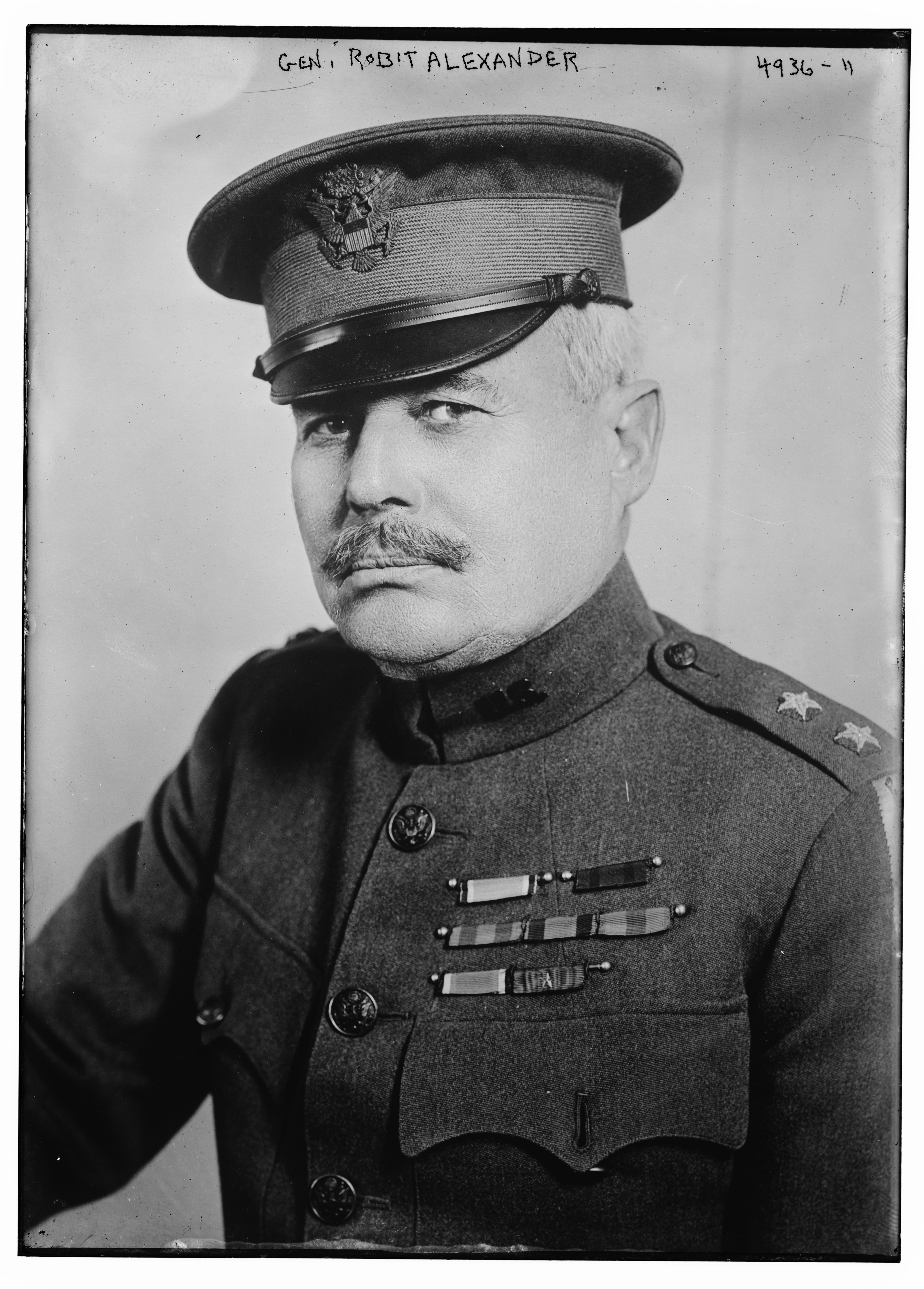
Robert Alexander

Robert Alexander (* 17. Oktober 1863 in Baltimore, Maryland; † 25. August 1941) war ein US-amerikanischer Rechtsanwalt und Offizier in der United States Army. Er nahm an den Kampfhandlungen während der Indianerkriege, des Spanisch-Amerikanischen Krieges, der Besetzung Kubas, des Philippinisch-Amerikanischen Krieges und der Grenzgefechte mit Mexiko teil.
Alexander trat 1886 als Private in die 4th Infantry Division der United States Army ein. Im nachfolgenden Jahr wurde er zum First Sergeant seiner Kompanie und 1889 zum Second Lieutenant befördert. Während des Ersten Weltkrieges kommandierte er als Generalmajor die 77th Infantry Division in Frankreich. In dieser Funktion nahm er an dem Vesle-Aisne-Vorstoß, der Maas-Argonnen-Offensive und dem Vorstoß auf Sedan teil.
Er ist auf dem Arlington National Cemetery in nördlichen Virginia beigesetzt.